# بيرغيتا أندرسون
بيرغيتا أندرسون (بالسويدية: Birgitta Andersson)‏ هي ممثلة سويدية، ولدت في 20 أبريل 1933 في مارياستاد في السويد.

## وصلات خارجية
- بيرغيتا أندرسون على موقع IMDb (الإنجليزية)
- بيرغيتا أندرسون على موقع روتن توميتوز (الإنجليزية)
- بيرغيتا أندرسون على موقع ميوزك برينز (الإنجليزية)
- بيرغيتا أندرسون على موقع تيرنر كلاسيك موفيز (الإنجليزية)
- بيرغيتا أندرسون على موقع أول موفي (الإنجليزية)
- بيرغيتا أندرسون على موقع قاعدة بيانات الأفلام السويدية (السويدية)
- بيرغيتا أندرسون على موقع أول ميوزيك (الإنجليزية)
- بيرغيتا أندرسون على موقع ديسكوغز (الإنجليزية)
- بيرغيتا أندرسون على موقع قاعدة بيانات الفيلم (الإنجليزية)
- بيرغيتا أندرسون على موقع كينوبويسك (الروسية)